# 池谷直樹
池谷 直樹（いけたに なおき、1973年12月1日 - ）は、日本の元体操選手、スポーツタレント、跳び箱世界記録保持者、リポーター、演出家、実業家、YouTuber。静岡県生まれ、大阪府大阪市出身。兄は元体操選手で体操指導者の池谷幸雄。妻の弟は北村隆二。長男は騎手の池谷匠翔。清風高等学校、日本体育大学卒業。株式会社サムライ・ロック・オーケストラ代表取締役社長。

## 来歴
1973年12月1日、静岡県で生まれ、2歳の時に父親の転勤で大阪府へ転居。小学校1年時に体操クラブとスイミングスクールに通っていたが、小学校3年時に体操一本に絞って本格的に始めた。清風中学校・高等学校、日本体育大学で体操漬けの生活を送った後、紀陽銀行に社会人選手として入社。
1995年、全日本選手権で総合9位、全日本学生選手権で総合3位に留まり世界選手権の出場権を逃す。
1996年、社会人1年目でアトランタオリンピックを目指し、予選7位・総合10位で出場を逃す。
1997年、全日本社会人選手権で個人総合4位・種目別鉄棒優勝を果たし、11月の全日本選手権を最後に競技を引退した。
1998年、ホリプロにスポーツタレントとして籍を置く。しかし、しばらくはうまくいかずアルバイト生活を送った。
1999年3月、TBS『最強の男は誰だ!壮絶筋肉バトル!!スポーツマンNo.1決定戦』第5回芸能人サバイバルバトルに出場。MONSTER BOXで世界記録23段（高さ3m06cm）の跳躍を呂洪哲に次いで史上2人目・日本人では初の成功を遂げ、総合ランキングで芸能人大会3連覇中のケイン・コスギと5ポイント差で総合No.1に輝き、第3代芸能人サバイバルバトルに君臨。同時に賞金200万円と自動車を獲得。
2001年、元新体操選手の女性と結婚。同年『マッスルミュージカル』に初演から出演を果たす。
2005年1月1日放送の『スポーツマンNo.1決定戦』のプロ大会で総合No.1に輝き、賞金500万円を獲得。ケインに次いで史上2人目の芸能人大会とプロ大会両方でNo.1のダブルタイトルを達成した。
『マッスルミュージカル』では、2004年に横浜市の専用劇場、2006年にラスベガスで長期海外公演、2007年は渋谷の専用劇場と公演場所を転々とし、年間340公演、2008年までに1000以上の公演に出演。
2011年、『マッスルミュージカル』の運営会社が倒産。2012年、池谷を含めた出演者一同が路頭に迷う中、世界レベルのアスリート・メダリストによる新感覚のアクロバットミュージカル「サムライ・ロック・オーケストラ」の旗揚げと同時にホリプロを退社。経営に関しては全くの素人であった池谷に融資が現れたことで運営資金を任せていたが、九州ツアーの1週間前に、池谷の団体に寄与するはずの運営資金を出資者が自身の経営会社の再建に貢ぎ込む詐欺被害に遭う。
2015年1月15日、自身が代表取締役社長を務める株式会社サムライ・ロック・オーケストラを設立。
2020年4月6日、体操教室の運営を開始。同年7月13日、旭警察署の一日警察署長を務める。8月15日に、自身のYouTubeチャンネル「池谷直樹チャンネル」を開設。
2022年9月19日、キッチンカーによるたこ焼き店「池谷直樹の跳びたこ」をオープン。翌2023年10月6日には店舗1号店を横浜市ジョイナステラス二俣川にオープンさせる。

## 人物
- 家族は妻と3人の息子がいる[1]。長男は川崎競馬場でプロ騎手として活動する池谷匠翔[18]。
- 趣味は動物、ガーデニング、麻雀、ゴルフ。動物はマイクロブタやケヅメリクガメ[注 2]など珍しいペットを飼っており[19]、自宅を建てるときに動物と暮らすことを前提に、リビングの一室や屋外に動物のための住処を確保するほどの愛好家である。
- デコレーションの資格を所持しており、デコレーションの専門店を経営している。

## エピソード

### 体操
- 4年次のインカレで全国3位の成績を残し、社会人1年目の時にアトランタオリンピックの出場を懸け、7人の出場枠を懸けた予選会で、二次予選を8位通過の当落線上にいるも、最終順位は10位で出場は叶わず。一時は4年後の五輪に向けた現役続行も過ったが、次の機会までに体操を続けることが「自分にとって楽をしている」と思い引退を決意した[動画 1]。

### スポーツマンNo.1決定戦
- 自身が『スポーツマンNo.1決定戦（以下『スポマン』と表記）』の芸能人大会で初出場するまでは、テクニカルアドバイザーの肩書きで、大会出場者に跳び箱を伝授しており、ケイン・コスギにアドバイスを続けていた。他の選手が競技を終了する中、ケインは当時の芸能人新記録を次々と更新。1998年の第4回芸能人サバイバルバトルでは、ケインが世界歴代2位の22段（高さ2m96cm）を両足着地で成功させた。番組内での両者の関係性は、指導者と挑戦者の師弟関係に置かれていたが、ケインが跳び箱以外の種目でも圧勝してしまい、番組の盛り上がりに欠けることを見兼ねたプロデューサーが、翌年の大会で池谷を選手として出場させ、それを機にライバル同士の関係になった[動画 2]。
- 普段は酒を一切嗜まないが、収録前日は緊張で寝付けないため、敢えて梅酒を少量飲んで寝るようにしていた[動画 3]。
- 収録当日は、リポビタンDを1日10本飲んでいた。跳び箱では2～3回跳躍するごとに1本飲んでいたが、40代を迎えてから出場した『最強スポーツ男子頂上決戦』で同じように10本飲んだところ、収録日の夜に足の指が骨折したかのように痛くなり、翌日病院に行ったところ、痛風と診断された[動画 3]。
- 芸能人サバイバルバトルで優勝した大会で、優勝発表者紹介のシーンを撮る時点で深夜12時を回っており、エンディングで車のキーのモニュメントを掲げて欣喜するシーンを撮る時には夜中の3時30分だった[動画 4]。
- 第5回芸能人サバイバルバトルでNo.1を獲得した翌大会の第6回芸能人サバイバルバトルは髪を金髪にして出場した。これは番組の演出上、ケインがヒーロー的存在として人気を博していたため、対照的に池谷はヒールに徹する必要があると自身で思い、番組のディレクターと相談して金髪にした[動画 4]。
- 第8回芸能人サバイバルバトルで、総合ランキングで照英に敗れた際、エンディングのインタビューで「ケインに負けるよりさらに50倍ムカつく」と発言したのが放送された[注 3]。この「ムカつく」というのは、大阪弁で悔しいを意味しているが、この発言を見た当時の視聴者から誹謗中傷が殺到し、番組のディレクターに心配されたという[動画 4]。

### 跳び箱(MONSTER BOX)
- 長年跳び箱の第一人者として、上述の通りケインにも跳び箱を指導してきたが、元々は跳び箱が大嫌いで、中学時代の体操の試合の跳馬で、助走から勢いをつけてロイター板を踏んで手をつくはずが、思いっきり真正面に激突し、それ以来トラウマである。
- 時には縁もゆかりもないIT企業の忘年会に招待されて跳び箱を披露したり、ご当地のグルメが並ぶイベントでパフォーマンスしたりしている[20]。
- 2020年に幸雄のYouTubeチャンネル「池谷幸雄体操倶楽部【IGC】」で兄弟モンスターボックス対決の動画が公開され、当時46歳にして17段を成功し、幸雄（記録13段）に勝利した。
- TBS『霜降りミキXIT』の「誰が1番飛ぶのかヤッテミタ」のコーナーで那須川天心、藤光謙司、塚田僚一の3人とモンスターボックス対決に出演。記録17段で藤光、塚田と3人同時優勝となった。

## 競技経歴
- 1995年 全日本インカレ 個人総合3位
- 1996年 アトランタオリンピック最終予選 個人総合10位
- 1997年 全日本選手権 個人総合4位
- 1997年 全日本社会人個人総合4位 種目別鉄棒優勝
- 1997年 全日本選手権 種目別鉄棒優勝

## スポーツマンNo.1決定戦
『スポーツマンNo.1決定戦』(1995年3月)
初出場ながら跳び箱では中垣内祐一と並んで18段(高さ2m56cm)を成功させ、優勝したビタリー・シェルボ(記録20段)に次ぐ成績を残した。
スポーツマンNo.1決定戦（1995年10月放送）
日本体育大学体操競技部で世界記録を目指し挑戦し、長澤憲一と共に世界記録20段を越えた。
第5回芸能人サバイバルバトル（1999年3月26日放送）
ケイン・コスギの芸能人大会4連覇を阻止すべく参戦。OPのインタビューでも「打倒ケイン」を掲げていた。
BEACH FLAGSでは準決勝で隣にいたこの種目で2大会連続No.1を獲得しているケインに対し体2つ分リードし決勝進出。決勝では西山浩司とお互いに身体を入れあいながらの競った展開を見せ、両者旗を見失うも先に池谷が見つけNo.1を獲得。
MONSTER BOXでは11段を成功後15段までパスを続け、16段以降の試技を全て1回で成功させ、ケインと並んで世界記録23段(3m06cm)に挑戦。1回目の試技で体勢が崩れながらも成功させ2種目連続のNo.1に。
QUICK MUSCLEでは暫定トップにいた寺門ジモンの記録128回とケインが持つ芸能人記録131回を超える147回の記録をマークし、芸能人新記録を樹立。これで3種目連続のNo.1に輝く。
暫定トップで迎えたSHOT-GUN-TOUCHでは、3回目の試技でケインが自己記録を更新する12m40cmを成功させ、615Pでトップに君臨し残された池谷の結果を待つのみに。2回目が終了した時点で520Pだった池谷は、12m00cm(＋100P)を成功させればケインに僅か5P差で総合No.1に輝く展開。渾身のダイブを見せ、ビデオ判定の結果中指がボールに触れており成功の判定。初出場で総合No.1に輝き芸能人大会で初めてケインの牙城を崩した。この大会以降池谷とケインのライバル関係が確立されるようになる。
第6回芸能人サバイバルバトル（2000年3月24日放送）
これまでの茶髪に近い髪色から一転して金髪に染めての参戦。
BEACH FLAGSでは1回戦から他を圧倒する速さで旗を獲得。決勝でケインに対して体一つ分リードして旗を獲得。2大会連続の種目別No.1を獲得。MONSTER BOXでケインと共に世界歴代2位の22段を1回目で成功させた後、世界記録23段に挑戦するも、1回目で足を強打し2回目を棄権。ケインも23段を2回とも失敗し、両者でNo.1を分け合う形となった。
QUICK MUSCLEでは芸能人記録保持者の威信にかけて挑むが、隣のケインがスタートからハイペースで回数を熟しリードを許したことで、後半勝負に懸けるも、前半許したリードを取り返せず自己記録に届かない134回に終わり、種目別では2位に輝くも152回(当時の芸能人新記録)を樹立したケインに敗れる。その後パワー系種目のPOWER FORCEでは1回戦で西山浩司に勝利するも、2回戦で工藤順一郎に敗れ、WORK OUT GUYSでも最終組に登場しケインに大差をつけられ、総合順位でもケインにNo.1を譲る形となった。
第7回プロスポーツマン大会（2001年1月1日放送）
BEACH FLAGSでは決勝で河口正史に勝利。プロ大会で種目別No.1に輝き、本種目において芸能人大会とのダブルタイトルを獲得。
足首骨折の影響でMONSTER BOXの記録が20段に終わり、ケイン・コスギにNo.1を譲った。
第8回芸能人サバイバルバトル（2001年3月23日放送）
BEACH FLAGSでは順当に準決勝まで勝ち進み、池谷は西山浩司と照英に挟まれる形で中央のポジションに配置。そこでスタートで出遅れた焦りからか、思わず左サイドにいた西山の右腕を掴み背後から抑え込む形でダイブ。旗を獲得したものの池谷の行為に審議が下され、ビデオ判定の結果反則行為により失格。芸能人大会で唯一決勝進出を逃した大会となった。尚、決勝進出となった西山は掴まれた右腕を無理に振り払おうと回した左肩を脱臼し、敢え無く決勝を棄権(以後西山は本大会において全ての種目を棄権した)。これにより正規で旗を獲得した照英の繰り上がりNo.1となる。
WORK OUT GUYSでは57kgの軽量級でパワー系種目には不利な体型でありながら1分25秒35のタイムで全選手中8位と健闘。
MONSTER BOXでは前回足首骨折で大会を欠場した影響がまだ残っており、19段の1回目を失敗する波乱が起きたものの、2回目で見事に修正。その後は22段の1回目を失敗したものの、2回目でに成功し種目別No.1となった。QUICK MUSCLEではケインが保持していた芸能人記録177回を超える188回をマークし、自身2度目の芸能人新記録更新を果たしNo.1に輝く。
TAIL IMPOSSIBLEでは苦手種目でありながら第3レースまで進出し、上位陣に交じって激走を続けるもラスト1周の最終コーナーで照英と大澄賢也を抜くことが出来ず4位。最終レース進出をあと一歩のところで逃した。それでもケイン(5位)より上の順位を残したことで、ポイントではケインに僅か5Pの差をつけ暫定2位に浮上し、SHOT-GUN-TOUCH進出を果たした。
SHOT-GUN-TOUCHでは1回目で自己記録の12m00cm、2回目では自己記録を30cm上回る12m30cmを成功させ、一時暫定トップに。全員の2回目の試技が終了した時点では照英とケインに次いで暫定3位であった。しかしポイント差では1位の照英から3位の池谷までの差は僅か41Pの大接戦。迎えた3回目の試技では自己新記録には挑戦せず1回目と同じ12m00cmを選択。これは後に控えたケインと照英が、最後の試技でそれぞれが持っている自己記録を更新しなければ総合No.1に輝けない状況下で失敗するだろうと予測した上での判断であった。池谷は余裕をもって12m00cmを成功させ564Pで暫定トップに浮上し試技終了。その後ケインが自己新記録となる13m00cmを成功させ613Pで暫定トップに立ち、この瞬間池谷のNo.1への道は無くなる。さらに殿で挑んだ照英が12m30cmを審議の結果、僅かに小指が触れている判定で池谷とケインに逆転し614Pと1P差でNo.1に輝いた。池谷にとっては芸能人大会でケイン以外の選手に負けるのは初の出来事であり、エンディングでは「ケインに負けるより50倍ムカつく」と発言。この「ムカつく」と言うのは大阪弁で「悔しい」と言う意味であり、要するに「ケインに負けるよりも50倍悔しい」ことが言えるが、当時の視聴者は池谷の発言に対し誹謗中傷を書き込み、当時の番組プロデューサーから心配される事態が起きたことを2020年に行われたケインとのゲーム配信内で話している。
第8回プロスポーツマン大会（2002年1月1日放送）
BEACH FLAGSでスタートから起き上がった瞬間にバランスを崩し過去最低の3回戦敗退に終わり、その後POWER FORCEとTHE TUG-OF-WARの初戦、THIRTYの2回戦でケインに敗退。さらにTAIL IMPOSSIBLE第2レース敗退と各種目で苦戦が続き、過去最低の総合7位となった。だがMONSTER BOXでの2度目の23段跳躍（芸能人大会・プロ大会両方での23段成功）、SHOT-GUN-TOUCHの自己記録更新など活躍を見せた。MONSTER BOXで初めて24段（高さ3m16cm）に挑戦したが失敗に終わった。
第12回芸能人サバイバルバトル（2003年9月26日放送）
打倒なかやまきんに君を掲げ久しぶりの登場となった。各競技での自己記録更新はなかったが見事2度目の優勝を果たした。
第10回プロスポーツマン大会（2004年1月1日放送）
BEACH FLAGSでは初出場の里見恒平に敗れ種目別No.1を逃す。MONSTER BOXで優勝し総合5位に。MONSTER BOXで24段に挑戦したが失敗に終わった（2回目）。
第13回芸能人サバイバルバトル（2004年4月5日放送）
永井大・きんに君とともにNo.1争いを展開した。最後はわずか10p差で池谷が勝ち、自身初の2連覇を達成し、芸能人でもケインと照英に次ぐ史上3人目の連覇達成者となった。
第11回プロスポーツマン大会（2005年1月1日放送）
BEACH FLAGS、MONSTER BOX、SHOT-GUN-TOUCHで優勝し、プロ初の総合No.1に輝いた。
第14回芸能人サバイバルバトル（2005年4月5日放送）
2人目の3連覇達成を目指した手の参戦。QUICK MUSCLEでは、自身の挑戦前にワッキーが池谷の持つ芸能人記録ならびに自己記録(188回)を僅かに2回上回る190回をマークしたことで、この種目でNo.1を獲るにはワッキーの記録を超えて尚且つ同組で前回この種目を制したなかやまきんに君にも勝たなければならない厳しい状況下で両者開始1分で100回を超えるデッドヒートを繰り広げ、最終的に池谷202回、きんに君201回と僅か1回差できんに君に勝利し、再び芸能人新記録を自らの手で塗り替えた。しかしSPIN OFF、POWER FORCEで酒井宏之と当たり両種目1回戦敗退に終わり、苦手種目でポイントが稼げずに芸能人バトルでは最低の総合4位で終わった。
第15回芸能人サバイバルバトル（2005年9月28日放送）
王座奪回を目指しての登場となった。
BURN OUT GUYSでは暫定トップにいたきんに君のタイムに僅かに及ばず種目別2位。SPIN OFFの2回戦(初戦)でもきんに君に敗れる。
MONSTER BOXでは22段をマークし、21段の記録を残した初出場の知幸と日体大の後輩片山敬太郎に勝利しNo.1を獲得。
QUICK MUSCLEでは自らが保持していた芸能人記録(202回)を第3組で登場した片山が僅かに2回塗り替える204回をマークし、池谷にプレッシャーを与える。序盤からハイペースで飛ばすもセンサートラブルにより同組のきんに君と30回近く差をつけられるも、1分経過辺りでとんでもない猛追を見せ、最終的に212回の記録で再び芸能人新記録を樹立した。最後はFINAL RUNできんに君に次いで2位でゴールし、総合順位も2位。
第12回プロスポーツマン大会（2006年1月1日放送）
BURN OUT GUYS、BEACH FLAGS、MONSTER BOXで優勝し独走態勢となった。が、最後のSHOT-GUN-TOUCHの12m50の1回目の試技で足を攣るというアクシデントが発生。結局2回目も失敗した。最後は75p差をつけていたが宮﨑大輔に大逆転され、プロ初の2連覇という夢は幻に終わった。
第16回芸能人サバイバルバトル（2006年3月29日）
きんに君の3連覇を阻止すべく参戦。
しかしREVOLITIONで1回戦敗退、SPIN OFFでは1回戦で野村将希に敗れ、2種目終了時点で0Pの総合最下位と嘗てないほどの大ピンチに。
MONSTER BOXでは11段を宙返りで成功させた後、19段までパスを続け20段から試技を再開。21段までを1回目で成功させるも22段で失敗し、知幸と並んで記録21段でNo.1に。ただ暫定順位では7位と依然苦しい状況が続く。尚、池谷が芸能人大会で22段が失敗に終わったのは本大会のみである。
QUICK MUSCLEでは初めて第3組で登場し、第2組終了時点で暫定トップだった野村将希の記録157回を1分半で抜き、実況の小笠原亘アナも「追い込まれたときの池谷は、とんでもない力を発揮する」と述べるほどの超本気モードで回数を刻み、自身の記録222回を超え、芸能人新記録の231回を樹立。第4組のきんに君が前半からハイペースで猛追するも229回と池谷にあと2回届かず終わったためNo.1に輝き、苦手とするTAIL IMPOSSIBLEでは意地で最終レース進出を果たし同種目で自身最高成績となる3位の最終順位を残した。SHOT-GUN-TOUCHでは1回目の試技を12m20cmを成功させるも、2回目と3回目の試技が失敗に終わり、きんに君・知幸の二人に敗れ総合3位に終わった。
第17回芸能人サバイバルバトル（2006年10月4日放送）
SPIN OFFではまたも1回戦敗退を喫し、同種目決勝進出を果たした第12回以降5大会連続の1回戦敗退に終わる。
MONSTER BOXでは知幸との一騎打ちで両者20段から試技を再開。肉薄した展開の末、池谷が23段を成功させ2002年プロ大会以来4年9ヶ月ぶり、自身3度目の23段を成功させ、雄叫びと共に歓喜の涙を流した。競技後のインタビューでは「3回目の23段ですけど、今までで1番嬉しいです」とコメントを残した。その後はきんに君の4連覇を阻止する事が出来ず総合2位。
第13回プロスポーツマン大会（2007年1月1日放送）
本大会最年長(33歳)での出場。
BEACH FLAGSでは初出場で決勝まで駒を進めてきたアメフトの木下典明との一騎打ちに勝利し、プロ大会で3大会連続の種目別No.1に輝く。またプロと芸能人大会含めて通算7度目のBEACH FLAGS種目別No.1を獲得。
BURN OUT GUYSでは第1組で登場しいきなり55秒26の記録を打ち立て、後に登場した選手を寄せ付けない記録を残し暫定トップに君臨していたが、木下が54秒14の世界新記録を樹立し2位となる。MONSTER BOXでは20段を跳んで優勝し、3回目の24段に挑戦するも失敗に終わった。
POWER FORCEでは1回戦で佐藤寿人を吹っ飛ばして勝利し2回戦に進出するも、今度は白鳥勝浩に吹っ飛ばされる形で敗退。同種目終了時点で前提トップをキープしていた。しかし、その後は25で1回戦敗退、TAIL IMPOSSIBLEで第2レース敗退(10位)に終わり、暫定順位でポール・アンソニー・テレックと宮崎大輔に抜かれ暫定3位。
逆転を懸けたSHOT-GUN-TOUCHでは自己記録13m10cmを持つ宮崎が12m50cmでまさかの2回失敗で試技終了。一方12m50cmを1発で成功させ、宮崎を抜いて2位に浮上。しかし続く12m70cmで2回失敗し、この距離を成功させたポールに追いつけず暫定総合2位で試技終了。その後13m30cmを成功させた木下が総合2位となり、最終的には総合3位となった。
第14回プロスポーツマン大会（2008年1月1日放送）
BEACH FLAGSで決勝進出、THE CELL準決勝進出、POWER FORCE2回戦進出、MONSTER BOXは21段でNo.1の活躍を見せ、総合2位。
第15回プロスポーツマン大会（2009年1月3日放送）
BEACH FLAGSでは準々決勝でワッキーとの接戦で両者旗を掴み損ね、探し合いの末敗れ脱落。THE GALLON THROWでは規定の高さであった4m50cmを超えられず記録なし。MONSTER BOXでは19段を1回目で成功させ、2回目に挑んだ北川智規とワッキーの失敗により種目別No.1が確定。その後21段を成功し、4度目の24段に挑戦したが失敗に終わった。POWER FORCE1回戦で秋山準に敗退、TAIL IMPOSSIBLE第2レース敗退(9位)。SHOT-GUN-TOUCHでは12m70cmで2回失敗し、記録12m50cmで試技終了。総合順位では過去最低タイの総合7位に終わり、2度目の総合6位以内を逃した。
芸能人サバイバルバトル
| 大会   | 放送日        | 総合順位 |
| ------ | ------------- | -------- |
| 第5回  | 1999年3月26日 | No.1     |
| 第6回  | 2000年3月24日 | 2位      |
| 第8回  | 2001年3月23日 | 3位      |
| 第12回 | 2003年9月26日 | No.1     |
| 第13回 | 2004年4月5日  | No.1     |
| 第14回 | 2005年4月8日  | 4位      |
| 第15回 | 2005年9月28日 | 2位      |
| 第16回 | 2006年3月29日 | 3位      |
| 第17回 | 2006年10月4日 | 2位      |

プロスポーツマン大会
| 大会   | 放送日       | 総合順位 |
| ------ | ------------ | -------- |
| 第7回  | 2001年1月1日 | 3位      |
| 第8回  | 2002年1月1日 | 7位      |
| 第10回 | 2004年1月1日 | 5位      |
| 第11回 | 2005年1月1日 | No.1     |
| 第12回 | 2006年1月1日 | 2位      |
| 第13回 | 2007年1月1日 | 3位      |
| 第14回 | 2008年1月1日 | 2位      |
| 第15回 | 2009年1月1日 | 7位      |

## SASUKE
第2回大会で初出場。当時の筋肉番付の公式書籍によると今大会の最有力候補と目されていたが、1st第2エリアぶら下がり丸太で勢い余って転落する形でリタイア（ゼッケン90）。
第4回大会ではMONSTER BOX23段跳びの肩書を引っ提げて参戦。前回リタイアした1stステージをクリアして2ndステージもクリア。3rdステージでは持ち前の三角筋を活かしてアームバイクや難関の新エリア、クリフハンガーも突破して最終エリア、パイプスライダーまで到達。距離の離された最終地点で、思いっきり体をムササビのように上にあげて反動をつけようとしたもののパイプが後退、持久戦に限界を迎え腕力を消耗して落下した（ゼッケン81）。
第5回大会では持ち前の跳躍力で新エリアのジャンプハングを越えるも、続くそり立つ壁でタイムアップ。第8回大会では過去2大会リタイアがなかったローリング丸太でまさかの落下をした（それぞれゼッケン81，61）。
第9回大会ではそり立つ壁を乗り越えて2度目の1stステージクリア。2ndではスパイダーウォーク改で苦戦し、突破はしたもののウォールリフティング前でタイムアップになった（ゼッケン81）。
第10回記念大会では難化した1stをクリアして、2ndもスパイダーウォーク改を素早く突破して3年ぶりに3rdステージ進出。クリフハンガー改まで辿り着くが、上り段差を登れずに落下した（ゼッケン961）。
第11回大会も1stステージをクリア。19.47秒残しは同大会での最速タイムとなり、芸能人では第6回のケイン・コスギ以来のマークとなった。同大会は前回同様3rdクリフハンガー改まで辿り着くも、上り段差手前で落下（ゼッケン61）。
第12回大会は過去3大会は問題にしていなかったそり立つ壁を一発で登れずタイムロス。最終エリアのロープクライムでタイムアップ（ゼッケン81）。
第13回大会は3rdステージまで進むも、過去2大会は問題にしていなかったボディプロップの手元側2個目の空白で体勢を崩しリタイア。第14回も同様にボディプロップで、手元側1個目の空白で滑り落ちるように落下した（それぞれゼッケン90，81）。
第15回大会では5年ぶりにそり立つ壁でタイムアップ。第16回は1stで雪辱を果たし、同大会鬼門となっていた2ndも危なげなく突破するも、3rdボディプロップで手元側1個目の空白を前にして滑落しリタイア（ともにゼッケン90）。
第20回記念大会で4大会ぶりに参戦、ジャンピングスパイダーの張り付き部分では自慢の跳躍を見せるも、移動中のスパイダーウォーク部分で足が滑り、対岸に着地できずに落下（ゼッケン1983）。第21回大会はそのジャンピングスパイダーを越えるも、フライングシュートで勢いそのまま滑ったのが災いし、低めに調整されたロープを掴むも勢いそのまま一回転して落下した（ゼッケン93）。第22回、24回はそり立つ壁でタイムアップ（それぞれゼッケン97，90）。
第26回大会では新設されたローリングエスカルゴを始め、難化した1stステージのエリアを危なげなく攻略。16回大会以来5年ぶりに1stステージクリアを果たした。2ndステージでは、初挑戦となったダブルサーモンラダーの2基目への移行に失敗してバーが脱線しリタイアした（ゼッケン87）。第27回も1stを突破するも、またもダブルサーモンラダーでリタイア（ゼッケン93）。
第28回大会では過去2大会で攻略していたローリングエスカルゴで落水（ゼッケン76）。第33回大会では5大会ぶりの出場を果たすも、クワッドステップスからローリングヒルへの移行直後にローラーが回転し滑落（ゼッケン41）。第37回大会ではローリングヒルは越えるもその後のウイングスライダーで足が滑り、無理な体勢になったことで動き出した瞬間滑落し落下（ゼッケン61）。第40回記念大会ではシルクスライダーの着地で勢いそのままになってしまい、足場に着地したものの頭から豪快に着水してしまった（ゼッケン3946）。

### 大会別成績
| 大会   | ゼッケン | 記録  | 記録                   | 記録                      | 備考                     |
| 大会   | ゼッケン | STAGE | 脱落エリア             | 備考                      | 備考                     |
| ------ | -------- | ----- | ---------------------- | ------------------------- | ------------------------ |
| 第2回  | 90       | 1st   | ぶら下がり丸太         |                           |                          |
| 第4回  | 81       | 3rd   | パイプスライダー       | 2本目、最終地点           |                          |
| 第5回  | 81       | 1st   | そり立つ壁             | タイムアップ              |                          |
| 第8回  | 61       | 1st   | ローリング丸太         | 3回転目で落下             |                          |
| 第9回  | 81       | 2nd   | ウォールリフティング   | 挑戦前タイムアップ        |                          |
| 第10回 | 961      | 3rd   | クリフハンガー改       | 1→2本目                   |                          |
| 第11回 | 61       | 3rd   | クリフハンガー改       | 1本目                     |                          |
| 第12回 | 81       | 1st   | ロープクライム         |                           |                          |
| 第13回 | 90       | 3rd   | ボディプロップ         | 2個目の空白               |                          |
| 第14回 | 81       | 3rd   | ボディプロップ         | 1個目の空白後             |                          |
| 第15回 | 90       | 1st   | そり立つ壁             | タイムアップ              |                          |
| 第16回 | 90       | 3rd   | ボディプロップ         | 1個目の空白前             | 1stはダイジェスト        |
| 第20回 | 1983     | 1st   | ジャンピングスパイダー | 対岸付近で落下            |                          |
| 第21回 | 93       | 1st   | フライングシュート     | ロープを掴むも1回転し落下 |                          |
| 第22回 | 97       | 1st   | そり立つ壁             | タイムアップ              | ダイジェスト             |
| 第24回 | 90       | 1st   | そり立つ壁             | タイムアップ              |                          |
| 第26回 | 87       | 2nd   | ダブルサーモンラダー   | 1→2基目 脱線              |                          |
| 第27回 | 93       | 2nd   | ダブルサーモンラダー   | 1基目 2→3段目             | 1st・2nd共にダイジェスト |
| 第28回 | 76       | 1st   | ローリングエスカルゴ   | 対岸付近で落下            |                          |
| 第33回 | 41       | 1st   | ローリングヒル         | 登りで落下                | 事前番組で放送           |
| 第37回 | 61       | 1st   | ウイングスライダー     | 開始直後に落下            | ダイジェスト             |
| 第40回 | 3946     | 1st   | シルクスライダー       | 着地で頭から落下          |                          |

### 通算成績
| 出場数 | 2nd進出 | 3rd進出 | FINAL進出 |
| ------ | ------- | ------- | --------- |
| 22回   | 9回     | 6回     | 0回       |

- 2023年 第41回大会終了時点

### SASUKEトライアル（2004年）
| 挑戦回数 | STAGE | 制限時間 | 記録   | 記録       | 順位 | クリア人数 |
| 挑戦回数 | STAGE | 制限時間 | 結果   | 備考       | 順位 | クリア人数 |
| -------- | ----- | -------- | ------ | ---------- | ---- | ---------- |
| 1回目    | 1st   | 80秒     | クリア | 21秒33残し | 4位  | 15人       |

### 最速タイム
| 大会   | STAGE | 制限時間 | 残りタイム | クリア人数 |
| ------ | ----- | -------- | ---------- | ---------- |
| 第11回 | 1st   | 85秒     | 19.47秒    | 11人       |

## 最強スポーツ男子頂上決戦
第3回大会（2013年12月29日放送)
マウンテンフラッグ決勝進出、モンスターボックス20段で優勝の活躍も、No.1候補と目されていたザ・フェンスでは金網に手を滑らせ落下し失格。さらにパワーウォールとハードアンカーの初戦で関口メンディーに敗れ、前身の『スポマン』でも過去最低の総合8位で脱落。
第4回大会（2014年12月23日放送）
ザ・フェンスで6位、軽量級には苦戦を強いられるプルズドライブでは1分を切る高タイムで5位に入るも、ハードジャンパーの予選で横浜流星に敗退。優勝候補筆頭のモンスターボックスでは今一つ調子が上がらず、前回の記録を下回る19段の記録に終わり、20段を記録した佐野岳に敗れ優勝を逃す。さらにパワーウォールで前回同様初戦でメンディーに敗れ、またも総合8位で脱落を喫した。
第5回大会（2015年12月23日放送）
ザ・フェンスで自身初の10秒台を叩き出し佐野に次いで2位。モンスターボックスでは2大会ぶりに20段を記録し優勝。ヘビープレスとハードジャンパーは予選敗退も、4種目終了時点で暫定総合3位。最終種目進出の当落選上で迎えたパワーウォールでは、1回戦で永瀬匡に勝利し初の準決勝進出。準決勝でメンディーとの3度目の対決に敗れるも、暫定総合3位でスポダン史上最年長となる42歳での最終種目進出を果たした。スポマン時代にマークした12m90cmの自己記録を持つショットガンタッチでは、1回目から自己新記録の13m00cmに挑むも、ボールに触れられず失敗。最終順位は総合3位で、ファイナリストには『スポマン』の第17回芸能人サバイバルバトル以来、9年ぶりのファイナリストとなった。
第6回大会（2016年10月10日放送）
出場に先駆けては今回でコロッセオ引退としていた。
モンスターボックスでは前回成功した20段を超えられず記録19段で試技終了。競技後のインタビューでは応援に駆け付けた妻と息子のコメントに涙ぐむシーンが見られた。種目別結果では20段をマークした佐野と初出場で22段を記録したMAG!C☆PRINCEの平野泰新に次いで3位タイ。
前回予選敗退のヘビープレスは最年長の意地を見せ、決勝進出で4位。しかし新種目ジャイアントクリフとハードジャンパーで予選敗退。パワーウォール1回戦で野村祐希に敗れ、3度目の総合8位で脱落。
第7回大会（2017年1月1日放送）
本大会では出場はしていないが、プロアスリートとのモンスターボックス対決に出場していた平野の指導に当たり、平野の史上5人目の23段成功を会場で見守った。
第10回大会（2018年1月1日放送）
本大会でも出場はしていないが、前身のスポマンの2004年プロ大会以来14年ぶりにコロッセオに凱旋したケインとの再会を果たし、ケインの20段成功を会場で見守った。尚、収録時に番組スタッフから「ケインさんの存在は特別ですか？」と言う質問に対し「特別どころか、やっぱり今の自分があるのはケインがいたおかげですからね。」と時を経ても色褪せないケインへの思いと感謝を述べている。
第11回大会(2022年3月22日放送）
スポダン史上最年長48歳での出場。会場には妻と2人の息子（次男・三男）が応援に駆け付けた。
モンスターボックスでは17段挑戦前に、競馬の試合で収録会場に不在の長男からのビデオメッセージが流れ、思わず涙ぐむシーンが見られた。その応援を胸に17段を完璧に成功させ、18段では助走が上手くいかず1回目を失敗するも、2回目で修正し4位タイの成績を残す。しかしその後はクレイジーキャッスル、ヘビープレス、ハードジャンパーと3種目連続で予選敗退に終わり、4競技終了時に総合8位以内でパワーウォール進出のところ、総合11位(205P)でパワーウォールに挑戦する前に脱落となってしまった。なお、放送では確認できないが出場にあたって、会場の控え室にマイクロブタのマイキーを連れてきていた。
最強スポーツ男子頂上決戦
| 大会   | 放送日         | 総合順位 |
| ------ | -------------- | -------- |
| 第3回  | 2013年12月29日 | 8位      |
| 第4回  | 2014年12月23日 | 8位      |
| 第5回  | 2015年12月23日 | 3位      |
| 第6回  | 2016年10月10日 | 8位      |
| 第11回 | 2022年03月22日 | 11位     |

## 出演

### テレビ番組
- 筋肉番付（TBS）
- 体育王国（TBS）
- スポーツマンNo.1決定戦（TBS）
- SASUKE（TBS）
- 海筋肉王 〜バイキング〜（2005年、フジテレビ）
- 究極の男は誰だ!?最強スポーツ男子頂上決戦（TBS）[23][24]
- オールスター感謝祭（TBS）
- クイズ☆スター名鑑（TBS） ギリギリ有名人が逃走中のコーナーに出演。
- 有吉反省会(2015年、日本テレビ)[25]
- 水曜日のダウンタウン（TBS）[26]
- 有吉の壁（2020年、日本テレビ）
- 芸能人が本気で考えた!ドッキリGP（2020年11月21日、フジテレビ）[27]
- 有吉の壁（2020年、日本テレビ）
- トレスギJO1（2020年7月16日）[28]
- 霜降りミキXIT（2021年9月20日、TBS）[29]
- I LOVE みんなのどうぶつ園（2021年11月15日）[30]
- 有吉ゼミ（2022年1月24日、6月13日、日本テレビ）[31]
- ダウンタウンDX（2022年3月10日、日本テレビ）[19][32]
- チコちゃんに叱られる!（2022年6月17日、NHK）
- ワールド☆レコーズ（日本テレビ）
- ゴールデンスロット（びわ湖放送）
- パチンコ・パチスロTV「スロ魂ビタ押し」、その他特番にも出演経験あり。

### 舞台
- 筋肉ミュージカル（マッスルミュージカル）
- ミュージカル「ピーターパン」
- サムライ・ロック・オーケストラ「マッスルミュージカル〜ふしぎの国のアリス〜」（2016年3月、天王洲 銀河劇場）　※ 出演・総合演出[33]

### ゲーム
- 筋肉番付vol.1〜俺が最強の男だ！〜（PlayStation）
- 筋肉番付vol.2〜新たなる限界への挑戦！〜（PlayStation）
- 筋肉番付vol.3〜最強のチャレンジャー誕生！〜（PlayStation）
- 筋肉番付 マッスルウォーズ21　（PlayStation 2）
- マッスルちゃんぴよん 〜筋肉島の決戦〜（ニンテンドー ゲームキューブ）本作のみキャラが「池谷直樹」ではなく「なおきくん」として使用されている。

### CM
- DoCLASSE「ゴルフパンツ」（2022年4月）